# Milan Associazione Calcio 1983-1984
Questa voce raccoglie le informazioni riguardanti il Milan Associazione Calcio nelle competizioni ufficiali della stagione 1983-1984.

## Stagione

Da sinistra: il neoacquisto Luther Blissett, tra le delusioni dell'annata, qui nel derby del 6 novembre 1983 contro il grande ex della gara, l'interista ed ex capitano milanista Collovati.

La squadra, ritornata in Serie A dopo la promozione ottenuta nella stagione precedente, viene ampiamente rinnovata, soprattutto in difesa e a centrocampo. Partono Cuoghi, Romano e Jordan, non vengono riscattati Canuti, Pasinato e Serena, e arrivano Luciano Spinosi, il belga Eric Gerets e l'anglo-giamaicano Luther Blissett; l'attaccante ex Watford deluderà, siglando solo 5 gol in 30 presenze e venendo ceduto a fine stagione. Filippo Galli, difensore cresciuto nelle giovanili rossonere, entra a far parte della rosa dopo un anno di prestito al Pescara. Confermato invece l'allenatore artefice della promozione, Ilario Castagner.
In campionato il Milan alterna all'inizio 4 sconfitte in trasferta e 4 vittorie in casa. I successivi 14 risultati utili in 16 partite consentono ai rossoneri di rimanere tranquillamente a centro classifica. Poco prima della fine del torneo Castagner viene esonerato per essersi già accordato con l'Inter per la stagione successiva; per le ultime 6 partite e le rimanenti gare di Coppa Italia la panchina viene affidata a Italo Galbiati. Al termine del campionato la squadra si piazza al sesto posto a pari punti (32) con Sampdoria e Verona (sesta per classifica avulsa), a tre punti dalla zona UEFA (si qualificherà l'Inter, piazzatasi quarta, grazie alla vittoria della Roma in Coppa Italia).
In Coppa Italia il Milan supera il primo turno chiudendo il proprio girone al secondo posto con 8 punti grazie alle vittorie con Padova, Rimini e Atalanta e ai pareggi con Arezzo e Roma, quest'ultima vincitrice del girone con un punto di vantaggio sui rossoneri. Negli ottavi di finale il Milan elimina il Lanerossi Vicenza vincendo 1-0 a Vicenza e 2-1 a Milano. Nei quarti di finale i rossoneri affrontano la Roma con cui pareggiano per 1-1 la partita d'andata all'Olimpico e perdono quella di ritorno a San Siro per 2-1 dopo i tempi supplementari. Decisivo il gol del giallorosso Cerezo nel primo dei due supplementari.
Il club rinuncia alla partecipazione alla Coppa Mitropa.

## Divise e sponsor

Mauro Tassotti nella trasferta di Firenze con la seconda divisa milanista della stagione

Lo sponsor tecnico per la stagione 1983-1984 è NR, mentre lo sponsor ufficiale è l'olio Cuore.
La prima divisa è composta da una maglia a strisce verticali della stessa dimensione, rosse e nere, con pantaloncini bianchi e calzettoni neri con risvolto rosso. La seconda divisa è composta da una maglia bianca con tre strisce orizzontali rossonere, con pantaloncini e calzettoni bianchi.
| Casa | Trasferta | Portiere |

## Organigramma societario
Area direttiva
- Presidente: Giuseppe Farina
- Direttore generale: Gianni Rivera
- Direttore sportivo: Silvano Ramaccioni
- Segretaria: Rina Barbara Ercoli

Area tecnica
- Allenatore: Ilario Castagner (fino a marzo 1984), Italo Galbiati (da marzo 1984)
- Allenatore in seconda: Italo Galbiati (fino a marzo 1984)
- Preparatore atletico: Aristide Facchini

Area sanitaria
- Medico sociale: Giovanni Battista Monti
- Massaggiatori: Paolo Mariconti, Ruggero Ribolzi

## Rosa

Filippo Galli (qui nelle giovanili del Milan nel 1981) debuttò in prima squadra nel campionato 1983-1984 e restò a Milano fino al 1996.

| N. |                   | Ruolo | Calciatore                  |
| -- | ----------------- | ----- | --------------------------- |
|    | Italia (bandiera) | P     | Giulio Nuciari              |
|    | Italia (bandiera) | P     | Ottorino Piotti             |
|    | Italia (bandiera) | D     | Franco Baresi (capitano)    |
|    | Italia (bandiera) | D     | Catello Cimmino             |
|    | Italia (bandiera) | D     | Filippo Galli               |
|    | Belgio (bandiera) | D     | Eric Gerets (vice capitano) |
|    | Italia (bandiera) | D     | Luigi Russo                 |
|    | Italia (bandiera) | D     | Luciano Spinosi             |
|    | Italia (bandiera) | D     | Mauro Tassotti              |
|    | Italia (bandiera) | C     | Sergio Battistini           |
|    | Italia (bandiera) | C     | Gabriello Carotti           |

| N. |                        | Ruolo | Calciatore          |
| -- | ---------------------- | ----- | ------------------- |
|    | Italia (bandiera)      | C     | Alberico Evani      |
|    | Italia (bandiera)      | C     | Andrea Icardi       |
|    | Italia (bandiera)      | C     | Andrea Manzo        |
|    | Italia (bandiera)      | C     | Daniele Tacconi     |
|    | Italia (bandiera)      | C     | Vinicio Verza       |
|    | Inghilterra (bandiera) | A     | Luther Blissett     |
|    | Italia (bandiera)      | A     | Oscar Damiani       |
|    | Italia (bandiera)      | A     | Giuseppe Incocciati |
|    | Italia (bandiera)      | A     | Ricardo Paciocco    |
|    | Italia (bandiera)      | A     | Paolo Valori        |

## Calciomercato

### Sessione estiva
| Acquisti | Acquisti          | Acquisti       | Acquisti      |
| R.       | Nome              | da             | Modalità      |
| -------- | ----------------- | -------------- | ------------- |
| D        | Filippo Galli     | Pescara        | definitivo    |
| D        | Eric Gerets       | Standard Liegi | definitivo    |
| D        | Luigi Russo       | Ternana        | definitivo    |
| D        | Luciano Spinosi   | Verona         | definitivo    |
| C        | Gabriello Carotti | Ascoli         | definitivo    |
| C        | Andrea Manzo      | Fiorentina     | definitivo    |
| C        | Daniele Tacconi   | Pescara        | definitivo    |
| A        | Luther Blissett   | Watford        | definitivo    |
| A        | Alberto Cambiaghi | Brescia        | fine prestito |
| A        | Ricardo Paciocco  | Jesi           | definitivo    |
| A        | Fabio Valente     | Sant'Angelo    | fine prestito |
| A        | Paolo Valori      | Sant'Angelo    | definitivo    |

| Cessioni | Cessioni            | Cessioni  | Cessioni      |
| R.       | Nome                | a         | Modalità      |
| -------- | ------------------- | --------- | ------------- |
| D        | Paolo Benetti       | Fano      | definitivo    |
| D        | Roberto Biffi       | Foggia    | definitivo    |
| D        | Nazzareno Canuti    | Inter     | fine prestito |
| D        | Maurizio Longobardo | Pisa      | definitivo    |
| C        | Stefano Cuoghi      | Modena    | definitivo    |
| C        | Maurizio D'Este     | Rimini    | definitivo    |
| C        | Massimo Gadda       | Reggiana  | prestito      |
| C        | Tiziano Manfrin     | Pistoiese | definitivo    |
| C        | Giancarlo Pasinato  | Inter     | fine prestito |
| C        | Francesco Romano    | Triestina | definitivo    |
| A        | Alberto Cambiaghi   | Treviso   | prestito      |
| A        | Joe Jordan          | Verona    | definitivo    |
| A        | Aldo Serena         | Inter     | fine prestito |
| A        | Fabio Valente       | Casale    | definitivo    |

### Sessione autunnale
| Acquisti | Acquisti | Acquisti | Acquisti |
| R.       | Nome     | da       | Modalità |
| -------- | -------- | -------- | -------- |

| Cessioni | Cessioni         | Cessioni | Cessioni   |
| R.       | Nome             | a        | Modalità   |
| -------- | ---------------- | -------- | ---------- |
| A        | Ricardo Paciocco | Lecce    | definitivo |

## Risultati

### Serie A

#### Girone di andata
| Arbitro: | Ciulli (Roma) |

|                                              |           |  |
| Bergossi 31’, 68’ Barbadillo 39’ Colomba 80’ | Marcatori |  |

| Arbitro: | Redini (Pisa) |

|                                          |           |                         |
| Damiani 16’, 70’ Gerets 47’ Blissett 79’ | Marcatori | 19’ Fanna 61’ Galderisi |

| Arbitro: | Mattei (Macerata) |

|                                     |           |                |
| Vincenzi 33’ Maldera 44’ Falcão 82’ | Marcatori | 28’ Battistini |

| Arbitro: | Bianciardi (Siena) |

|                |           |              |
| Evani 39’, 79’ | Marcatori | 78’ Pedrinho |

| Arbitro: | Lo Bello (Siracusa) |

|                      |           |                   |
| Platini 5’ Rossi 18’ | Marcatori | 79’ (rig.) Baresi |

| Arbitro: | Menicucci (Firenze) |

|                      |           |               |
| Carotti 4’ Verza 64’ | Marcatori | 74’ Scanziani |

| Arbitro: | Pieri (Genova) |

|                                              |           |                 |
| Battistini 13’, 40’ Blissett 19’ Carotti 55’ | Marcatori | 47’ Manfredonia |

| Arbitro: | Bergamo (Livorno) |

|                      |           |  |
| Serena 5’ Müller 18’ | Marcatori |  |

| Arbitro: | D'Elia (Salerno) |

|                               |           |                                |
| Damiani 14’ Baresi 83’ (rig.) | Marcatori | 36’ Oriali 60’ (aut.) Tassotti |

| Napoli 27 novembre 1983 10ª giornata | Napoli         | 0 – 0 referto | Milan | Stadio San Paolo (59 804 spett.)\| Arbitro: \| Pieri (Genova) \| |
| Arbitro:                             | Pieri (Genova) |               |       |                                                                  |

| Arbitro: | Ciulli (Roma) |

|                |           |  |
| Battistini 28’ | Marcatori |  |

| Arbitro: | Altobelli (Roma) |

|                   |           |                                 |
| Novellino 2’, 72’ | Marcatori | 18’, 74’, 90’ Damiani 54’ Verza |

| Arbitro: | Barbaresco (Cormons) |

|  |           |             |
|  | Marcatori | 69’ Dossena |

| Pisa 31 dicembre 1983 14ª giornata | Pisa                | 0 – 0 referto | Milan | Stadio Arena Garibaldi (24 438 spett.)\| Arbitro: \| Lo Bello (Siracusa) \| |
| Arbitro:                           | Lo Bello (Siracusa) |               |       |                                                                             |

| Arbitro: | Mattei (Macerata) |

|                                         |           |                          |
| Baresi 8’ (rig.) Verza 43’ Blissett 81’ | Marcatori | 40’, 84’ Zico 87’ Causio |

#### Girone di ritorno
| Arbitro: | Ciulli (Roma) |

|           |           |  |
| Galli 69’ | Marcatori |  |

| Arbitro: | Lanese (Messina) |

|               |           |                     |
| Galderisi 58’ | Marcatori | 74’ (aut.) Tricella |

| Arbitro: | Agnolin (Bassano del Grappa) |

|           |           |            |
| Verza 54’ | Marcatori | 59’ Pruzzo |

| Arbitro: | Benedetti (Roma) |

|             |           |            |
| Bilardi 38’ | Marcatori | 4’ Carotti |

| Arbitro: | Lo Bello (Siracusa) |

|  |           |                                   |
|  | Marcatori | 13’ Platini 65’ Rossi 84’ Vignola |

| Arbitro: | Altobelli (Roma) |

|          |           |             |
| Pari 58’ | Marcatori | 6’ Tassotti |

| Roma 11 marzo 1984 22ª giornata | Lazio                | 0 – 0 referto | Milan | Stadio Olimpico (57 162 spett.)\| Arbitro: \| Barbaresco (Cormons) \| |
| Arbitro:                        | Barbaresco (Cormons) |               |       |                                                                       |

| Milano 18 marzo 1984 23ª giornata | Milan         | 0 – 0 referto | Inter | Stadio Giuseppe Meazza (67 597 spett.)\| Arbitro: \| Ciulli (Roma) \| |
| Arbitro:                          | Ciulli (Roma) |               |       |                                                                       |

| Arbitro: | Paparesta (Bari) |

|                                 |           |                               |
| Oriali 1’ Passarella 49’ (rig.) | Marcatori | 72’ (rig.) Carotti 90’ Icardi |

| Arbitro: | Mattei (Macerata) |

|  |           |                           |
|  | Marcatori | 50’ De Rosa 53’ Dal Fiume |

| Arbitro: | Vitali (Bologna) |

|                                |           |  |
| Onofri 75’ Briaschi 87’ (rig.) | Marcatori |  |

| Milano 21 aprile 1984 27ª giornata | Milan              | 0 – 0 referto | Ascoli | Stadio Giuseppe Meazza (37 019 spett.)\| Arbitro: \| Lombardo (Marsala) \| |
| Arbitro:                           | Lombardo (Marsala) |               |        |                                                                            |

| Arbitro: | Leni (Perugia) |

|                      |           |                          |
| Hernández 11’ (rig.) | Marcatori | 32’ Carotti 63’ Blissett |

| Arbitro: | Pieri (Genova) |

|                         |           |                |
| Damiani 7’ Blissett 66’ | Marcatori | 4’ Criscimanni |

| Arbitro: | Testa (Prato) |

|            |           |                                    |
| Virdis 40’ | Marcatori | 15’ (aut.) Cattaneo 38’ Battistini |

### Coppa Italia

#### Primo turno
| Arezzo 21 agosto 1983 1ª giornata - Girone 5 | Arezzo           | 0 – 0 | Milan | Stadio Comunale (10 228 spett.)\| Arbitro: \| Paparesta (Bari) \| |
| Arbitro:                                     | Paparesta (Bari) |       |       |                                                                   |

| Arbitro: | Redini (Pisa) |

|  |           |                  |
|  | Marcatori | 16’, 63’ Damiani |

| Arbitro: | Pezzella (Frattamaggiore) |

|                                |           |              |
| Battistini 8’ Damiani 35’, 80’ | Marcatori | 16’ Nicassio |

| Arbitro: | D'Elia (Salerno) |

|  |           |                               |
|  | Marcatori | 27’ (rig.) Baresi 55’ Carotti |

| Arbitro: | Menicucci (Firenze) |

|                |           |              |
| Battistini 32’ | Marcatori | 22’ Vincenzi |

#### Ottavi di finale
| Arbitro: | Paparesta (Bari) |

|  |           |             |
|  | Marcatori | 59’ Carotti |

| Arbitro: | Angelelli (Terni) |

|                                |           |          |
| Blissett 43’ Baresi 65’ (rig.) | Marcatori | 76’ Grop |

#### Quarti di finale
| Arbitro: | Lo Bello (Siracusa) |

|                          |           |                  |
| Di Bartolomei 54’ (rig.) | Marcatori | 48’ (aut.) Nappi |

| Arbitro: | Redini (Pisa) |

|             |           |                |
| Carotti 33’ | Marcatori | 2’, 93’ Cerezo |

## Statistiche

### Statistiche di squadra
| Competizione | Punti            | In casa | In casa | In casa | In casa | In casa | In casa | In trasferta | In trasferta | In trasferta | In trasferta | In trasferta | In trasferta | Totale | Totale | Totale | Totale | Totale | Totale | DR |
| Competizione | Punti            | G       | V       | N       | P       | Gf      | Gs      | G            | V            | N            | P            | Gf           | Gs           | G      | V      | N      | P      | Gf     | Gs     | DR |
| ------------ | ---------------- | ------- | ------- | ------- | ------- | ------- | ------- | ------------ | ------------ | ------------ | ------------ | ------------ | ------------ | ------ | ------ | ------ | ------ | ------ | ------ | -- |
| Serie A      | 32               | 15      | 7       | 5       | 3       | 22      | 18      | 15           | 3            | 7            | 5            | 15           | 22           | 30     | 10     | 12     | 8      | 37     | 40     | -3 |
| Coppa Italia | quarti di finale | 4       | 2       | 1       | 1       | 7       | 5       | 5            | 3            | 2            | 0            | 6            | 1            | 9      | 5      | 3      | 1      | 13     | 6      | +7 |
| Totale       | -                | 19      | 9       | 6       | 4       | 29      | 23      | 20           | 6            | 9            | 5            | 21           | 23           | 39     | 15     | 15     | 9      | 50     | 46     | +4 |

### Statistiche dei giocatori
Fonte: 
| Giocatore     | Serie A  | Serie A | Serie A     | Serie A    | Coppa Italia | Coppa Italia | Coppa Italia | Coppa Italia | Totale   | Totale | Totale      | Totale     |
| Giocatore     | Presenze | Reti    | Ammonizioni | Espulsioni | Presenze     | Reti         | Ammonizioni  | Espulsioni   | Presenze | Reti   | Ammonizioni | Espulsioni |
| ------------- | -------- | ------- | ----------- | ---------- | ------------ | ------------ | ------------ | ------------ | -------- | ------ | ----------- | ---------- |
| F. Baresi     | 21       | 3       | ?           | 1          | 9            | 2            | ?            | ?            | 30       | 5      | ?           | 1+         |
| S. Battistini | 29       | 5       | ?           | ?          | 6            | 2            | ?            | ?            | 35       | 7      | ?           | ?          |
| L. Blissett   | 30       | 5       | ?           | ?          | 9            | 1            | ?            | ?            | 39       | 6      | ?           | ?          |
| G. Carotti    | 26       | 5       | ?           | ?          | 8            | 3            | ?            | ?            | 34       | 8      | ?           | ?          |
| C. Cimmino    | 3        | 0       | ?           | ?          | 0            | 0            | 0            | 0            | 3        | 0      | 0+          | 0+         |
| O. Damiani    | 26       | 7       | ?           | 1          | 9            | 4            | ?            | ?            | 35       | 11     | ?           | 1+         |
| A. Evani      | 28       | 2       | ?           | ?          | 5            | 0            | ?            | ?            | 33       | 2      | ?           | ?          |
| F. Galli      | 28       | 1       | ?           | ?          | 8            | 0            | ?            | ?            | 36       | 1      | ?           | ?          |
| E. Gerets     | 13       | 1       | ?           | ?          | 7            | 0            | ?            | ?            | 20       | 1      | ?           | ?          |
| A. Icardi     | 24       | 1       | ?           | ?          | 8            | 0            | ?            | ?            | 32       | 1      | ?           | ?          |
| G. Incocciati | 16       | 0       | ?           | ?          | 5            | 0            | ?            | ?            | 21       | 0      | ?           | ?          |
| A. Manzo      | 7        | 0       | ?           | ?          | 6            | 0            | ?            | ?            | 13       | 0      | ?           | ?          |
| G. Nuciari    | 5        | -12     | ?           | ?          | 7            | -5           | ?            | ?            | 12       | -17    | ?           | ?          |
| R. Paciocco   | 2        | 0       | ?           | ?          | 2            | 0            | ?            | ?            | 4        | 0      | ?           | ?          |
| O. Piotti     | 25       | -28     | ?           | ?          | 2            | -1           | ?            | ?            | 27       | -29    | ?           | ?          |
| L. Russo      | 3        | 0       | ?           | ?          | 0            | 0            | 0            | 0            | 3        | 0      | 0+          | 0+         |
| L. Spinosi    | 18       | 0       | ?           | ?          | 6            | 0            | ?            | ?            | 24       | 0      | ?           | ?          |
| D. Tacconi    | 13       | 0       | ?           | ?          | 6            | 0            | ?            | ?            | 19       | 0      | ?           | ?          |
| M. Tassotti   | 30       | 1       | ?           | ?          | 7            | 0            | ?            | ?            | 37       | 1      | ?           | ?          |
| P. Valori     | 1        | 0       | ?           | ?          | 0            | 0            | 0            | 0            | 1        | 0      | 0+          | 0+         |
| V. Verza      | 27       | 4       | ?           | ?          | 8            | 0            | ?            | 1            | 35       | 4      | ?           | 1+         |